# Estadio Alberto Grisales
El  Estadio Alberto Grisales es un estadio de fútbol colombiano. El estadio, que fue inaugurado en 1978 tiene capacidad para 14.000 espectadores. Anteriormente en él jugaba el Deportivo Rionegro desde 1991-2013 ahora llamado Itagüí Leones entre las temporadas 2014-2018. Desde la temporada 2015 es sede del equipo Águilas Doradas.
El 5 de enero de 2016 el alcalde de Rionegro oficializó el cambio de nombre de Águilas Doradas a Rionegro Águilas , en la que también el club pagó 1000 millones de pesos para el cambio de Grama Sintética a Césped Natural. El 24 de febrero de 2016, Rionegro Águilas estreno el nuevo césped contra Millonarios, obteniendo un resultado favorable de 2-1.
En 2017, se disputó una fecha del torneo internacional conocida como la Copa Sudamericana.